# Malvina
Malvina  è un nome proprio di persona italiano femminile.

## Varianti
- Ipocoristici: Malva[2]
- Maschile: Malvino[1]

### Varianti in altre lingue
- Ceco: Malvína
- Francese: Malvina
- Inglese: Malvina[3]
- Polacco: Malwina[3]
- Russo: Мальвина (Mal'vina)
- Scozzese: Malvina[3]
- Slovacco: Malvína
- Svedese: Malvina
- Tedesco: Malwine
- Ungherese: Malvina

## Origine e diffusione

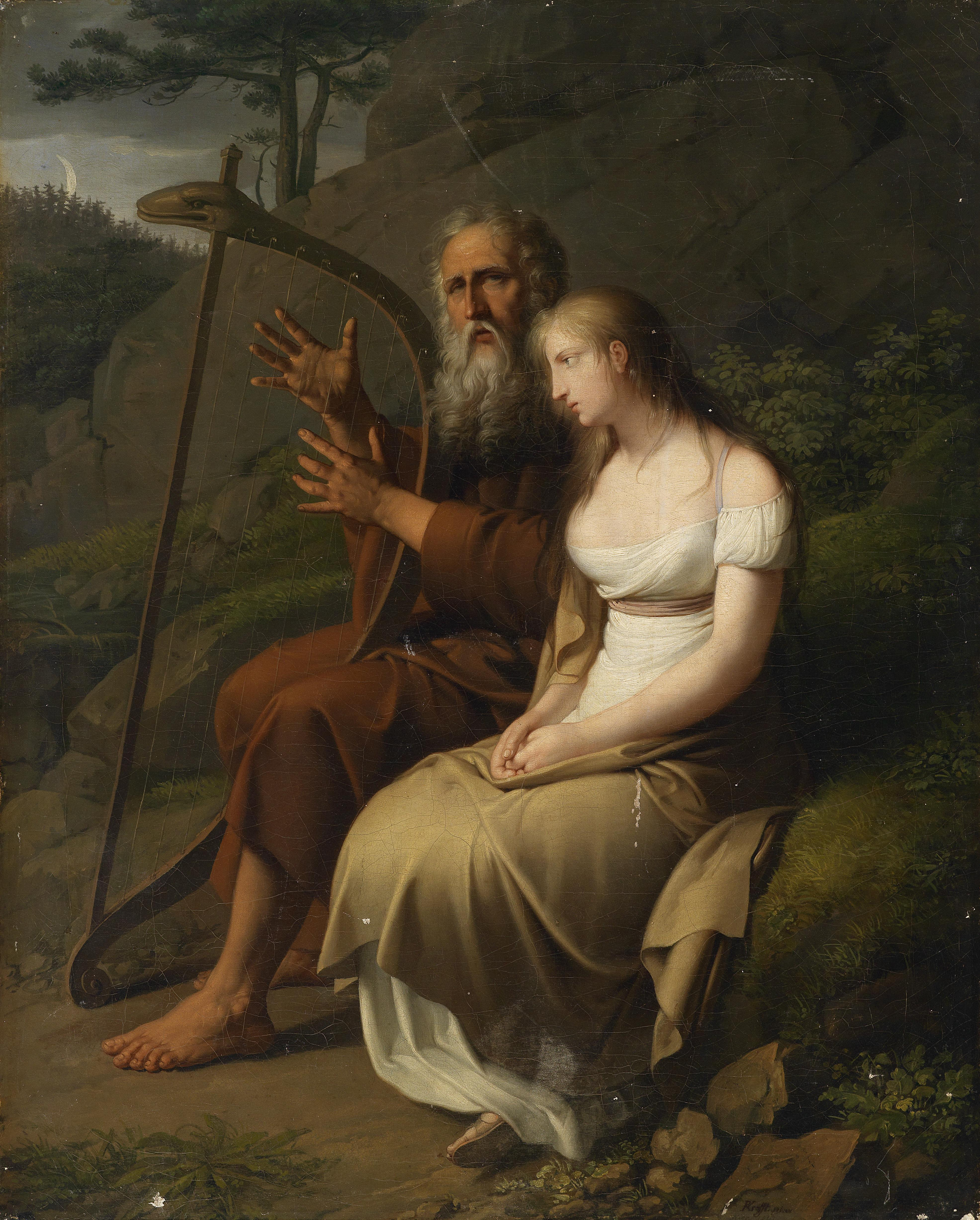
Ossian e Malvina in un dipinto di Johann Peter Krafft.

Il nome Malvina venne creato dal poeta scozzese James Macpherson per un personaggio dei suoi Canti di Ossian; etimologicamente, Macpherson lo trasse probabilmente dai termini gaelici maol (o mala, "fronte") e mhin ("liscia"), con il significato inteso di "fronte liscia" o "sopracciglia sottili" (anche se altre fonti lo riconducono alle parole tedesche mal, "amico", e win, "giustizia", col significato di "amica della giustizia").
In Italia si è diffuso a partire dalla fine del Settecento grazie a Melchiorre Cesarotti, che tradusse in italiano i Canti di Ossian; è attestato principalmente al Nord e al Centro, in particolare fra le famiglie con un livello di cultura piuttosto alto, ma ad oggi il suo uso è in declino. In Scandinavia si diffuse invece, insieme agli altri nomi usati da Macpherson, grazie a Napoleone, il quale, appassionato dell'opera di Macpherson, fece da padrino al figlio del suo maresciallo Jean-Baptiste Bernadotte, che governò Svezia e Norvegia per quasi trent'anni.
Il nome può ricordare quello delle isole Malvine, il cui nome deriva però da quello della città francese di Saint-Malo.

## Onomastico
Il nome è adespota, cioè non ci sono sante che lo portano; l'onomastico si può festeggiare quindi in occasione di Ognissanti, il 1º novembre.

## Persone

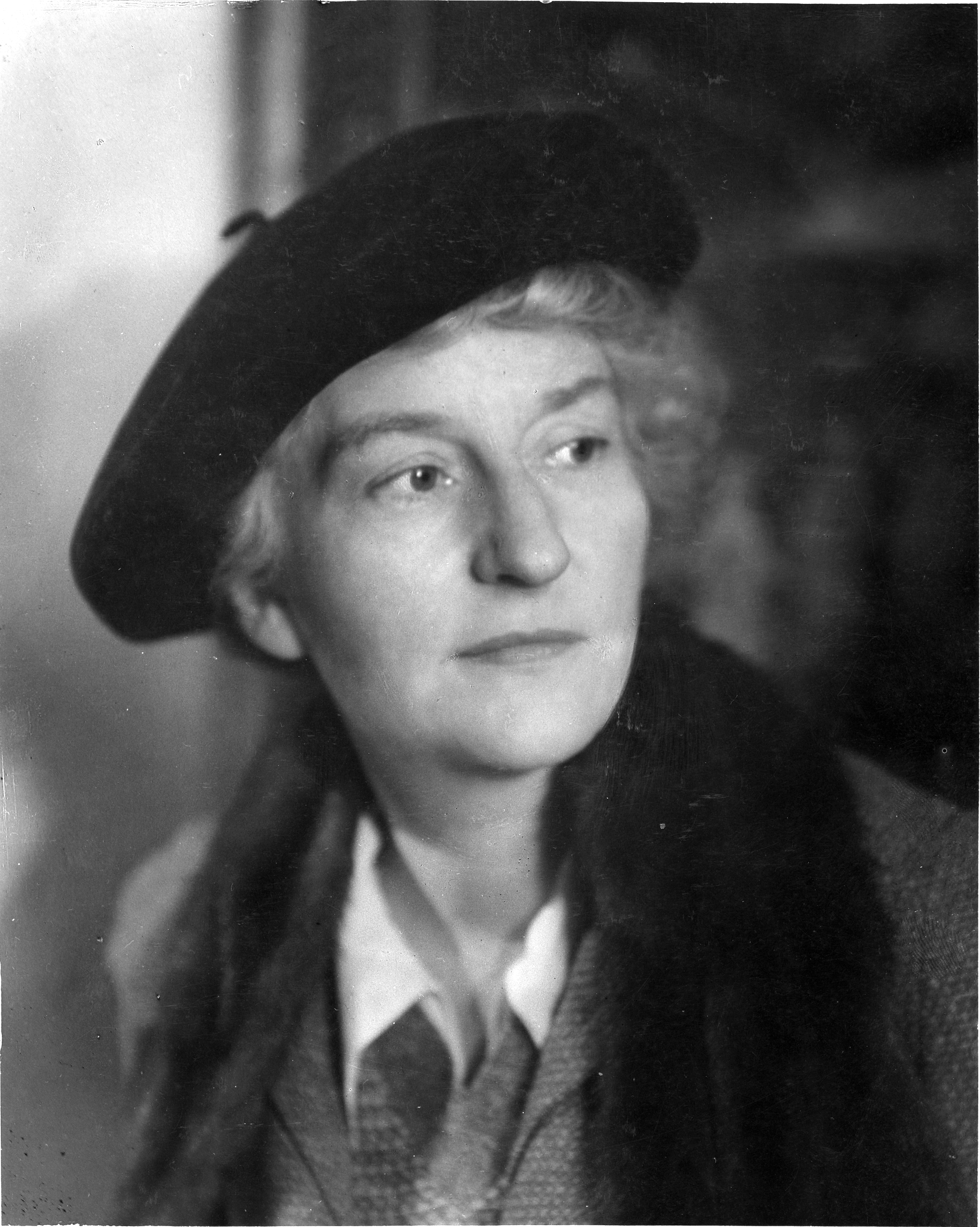
Malvina Hoffman

- Malvina Cavallazzi, ballerina italiana
- Malvina Hoffman, scultrice statunitense
- Malvina Pastorino, attrice argentina
- Malvina Polo, attrice statunitense
- Malvina Reynolds, cantautrice attivista statunitense

### Variante Malwina
- Malwina Kopron, martellista polacca
- Malwina Smarzek, pallavolista polacca

## Il nome nelle arti

### Opere letterarie e musicali
- Malvina è il nome attribuito alla Fata Turchina nel racconto di Aleksej Nikolaevič Tolstoj Il compagno Pinocchio.
- Malvino è un personaggio dell'opera di Johann Simon Mayr L'amor coniugale.
- Malwina Davenaut è un personaggio dell'opera di Heinrich Marschner Il vampiro.
- Malvina, baronessa de Servus è un personaggio fittizio ricorrente nei romanzi scritti a quattro mani da Jorge Luis Borges e Adolfo Bioy Casares. Nel Libro del Cielo e dell'Inferno (Adelphi, Milano, 2011) figura persino una falsa attribuzione bibliografica che fa riferimento ad una sua presunta opera, Alpinismus im Dschungel (Rotgen, 1934). È significativo il rimando, nel citare un testo fittizio, al nome di Malvina, che derivando dai Canti di Ossian nasce esso stesso da un falso letterario.
- Malvina è una tragedia lirica in tre Atti di Michele Costa.
- Malvina è la protagonista del romanzo di Mirko Kovač La vita di Malvina Trifkovic.
- Malvina è il titolo di un romanzo in due tomi scritto da Sophie Cottin.
- La vergine Malvina è una fiaba dei Fratelli Grimm.

### Cinema e televisione
- Malvina è un personaggio del film del 1984 Il futuro è donna, diretto da Marco Ferreri.
- Malvina è un personaggio del film del 1985 Speriamo che sia femmina, diretto da Mario Monicelli.
- Malvina Avallone è un personaggio del film del 1972 Non si sevizia un paperino, diretto da Lucio Fulci.
- Malvina Bernadeth Bedoya Agüero è un personaggio della telenovela Teen Angels.
- Malvina de la Roche è un personaggio del film del 1924 Largo alle donne!, diretto da Guido Brignone.
- Malvina Fontoura è un personaggio della telenovela La schiava Isaura.